# Гонсалес Медрано, Франсиско
Франси́ско Гонса́лес Медра́но (исп. Francisco González Medrano, 13 января 1939 — 12 января 2017) — мексиканский ботаник, специалист по растительности Мексики.

## Биография
Родился в 1939 году в Мехико. В 1960 году поступил на научный факультет Национального автономного университета Мексики, окончил его в 1966 году. Через некоторое по приглашению Хавьера Вальдеса стал сотрудником Ботанического сада при Институте биологии Национельного автономного университета.
Медрано занимался изучением растительных сообществ аридных и семиаридных зон Мексики. В 1971 году совместно с Артуро Гомесом Помпой он подготовил отчёт о негативном влиянии строительства плотины Висенте Герреро на экосистемы, однако противостоять её строительству не смог.
Наиболее известная работа Медрано — «Растительные сообщества Мексики» (2003), в которой он предлагает систему классификации растительности страны на основании своих многолетних наблюдений.
Гонсалес Медрано активно занимался преподавательской деятельностью: он читал лекции в Национальном автономном университете, Столичном автономном университете в Истапалапе и Сочимилько, Автономной университете Морелоса и Автономном университете Тамаулипаса.
Медрано был членом Ботанического общества Мексики, в 1978 году избирался его президентом. За выдающиеся заслуги в области исследования растительности Автономный университет Тамаулипаса присвоил Ботаническому саду при университете имя Гонсалеса Медрано.

## Некоторые научные публикации
- González Medrano F. Las comunidades vegetales de México. — México, 2003. — 81 p. — ISBN 968-817-611-7.

## Виды растений, названные именем Ф. Гонсалеса Медрано
- Bursera medranoana Rzed. & E.Ortiz, 1988
- Justicia medranoi Henrickson & Hiriart, 1988